# Gasellit

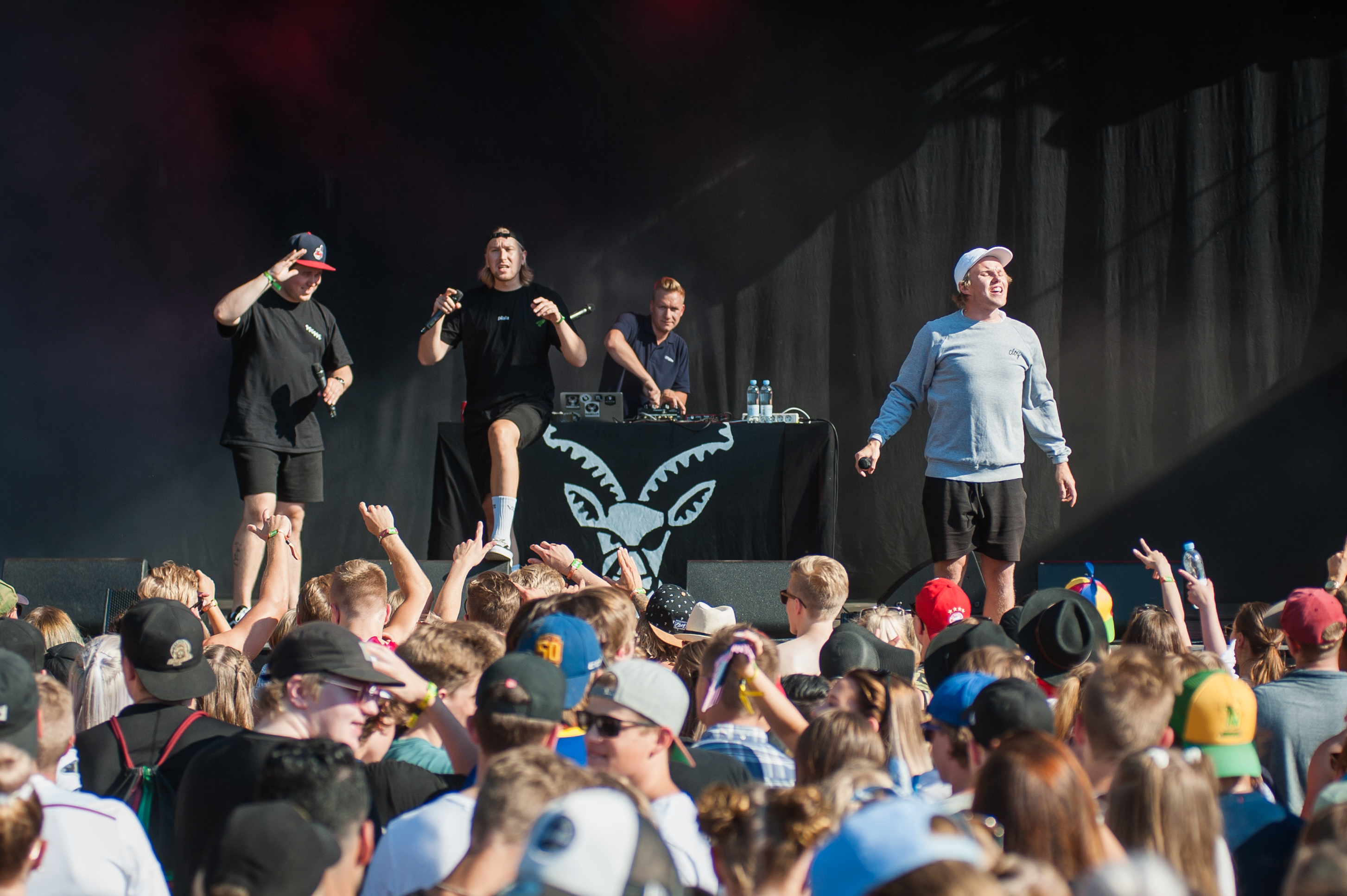
Gasellit bei einem Auftritt 2018

Gasellit ist eine finnische Rapcrew aus Helsinki. 2012 kam sie erstmals in die finnischen Charts. Mit den Nummer-eins-Alben Jano und Zen gehörten sie Ende der 2010er Jahre zu den erfolgreichsten finnischen Hip-Hop-Acts.

## Bandgeschichte
Die drei Rapper Miikka Niiranen, Pekka Salminen und Tuomas Pietikäinen begannen nach dem Ende der Schulzeit 2009 mit dem Rappen. Sie holten sich Jussi Mikkonen als MC dazu und gründeten Gasellit (deutsch: die Gazelle). Den Bandnamen trug auch ihre erste EP als Titel, die ein Jahr später erschien, aber noch wenig Interesse fand. Auch fand ihr popmusikalischer Ansatz in der damaligen Untergrundszene wenig Publikum, weshalb sie sich in den ersten Jahren schwer taten. Immerhin schafften sie 2012 mit ihrem Debütalbum Kiittämätön den Einstieg in die finnischen Charts und konnten sich mit den folgenden beiden Alben Aina und Seis steigern.
Zwischenzeitlich dachten sie auch ans Aufhören, bis ihnen 2017 der große Durchbruch gelang. Mit dem Album Veli stiegen sie auf Platz 3 ein, das Album hielt sich in Summe mehr als zwei Jahre in den finnischen Top 50. Mit Muistanks mä väärin? hatten sie auch ihren ersten kleineren Singlehit. Beim Emma, dem wichtigsten nationalen Musikpreis wurden sie zweimal nominiert: für das Hip-Hop-Album und als beste Band.
Der lang anhaltende Erfolg zusammen mit ihren markanten Bühnenauftritten sorgte dafür, dass eineinhalb Jahre später ihr fünftes Album Jano direkt an die Spitze der Charts sprang und sich dort 3 Wochen hielt. Mit Riks raks poks und mit Lumi – mit der Popsängerin Anna Puu als Gast – schafften es zwei Songs in die Single-Top-10. Diesmal bekamen sie die Auszeichnung als Band des Jahres neben zwei weiteren Emma-Nominierungen für das Album.
2019 und 2020 folgten weitere erfolgreiche Singleveröffentlichungen und mit Kuvittele meidät siellä ihren ersten großen Einzelhit, der Platz 2 erreichte. Die nächste Albumveröffentlichung verzögerte sich bis 2021: mit Zen schafften sie im Februar zum zweiten Mal den Sprung auf Platz 1 und zeitgleich wurde der Song Me ei mennä rikki ihr erster Nummer-1-Singlehit.

## Mitglieder
- Hätä-Miikka (Miikka Niiranen, Rapper)
- Päkä (Pekka Salminen, Rapper)
- Thube Hefner (Tuomas Pietikäinen, Rapper)
- Musajusa (Jussi Mikkonen, DJ und Produzent)

## Diskografie

### Alben
| Jahr | Titel           | Höchstplatzierung, Gesamtwochen, AuszeichnungChartsChartplatzierungen (Jahr, Titel, Platzierungen, Wochen, Auszeichnungen, Anmerkungen) | Anmerkungen                            |
| Jahr | Titel           | FI | Anmerkungen                            |
| ---- | --------------- | --- | -------------------------------------- |
| 2012 | Kiittämätön     | FI26 (1 Wo.)FI | Erstveröffentlichung: 9. April 2012    |
| 2013 | Aina            | FI16 (1 Wo.)FI | Erstveröffentlichung: 25. Oktober 2013 |
| 2015 | Seis            | FI19 (7 Wo.)FI | Erstveröffentlichung: 30. Oktober 2015 |
| 2017 | Veli            | FI3 (119 Wo.)FI | Erstveröffentlichung: 21. April 2017   |
| 2018 | Jano            | FI1 (89 Wo.)FI | Erstveröffentlichung: 16. Oktober 2018 |
| 2021 | Zen             | FI1 (55 Wo.)FI | Erstveröffentlichung: 12. Februar 2021 |
| 2023 | Gasellin kyynel | FI3 (25 Wo.)FI | Erstveröffentlichung: 31. März 2023    |

### Singles
| Jahr | Titel Interpreten                               | Höchstplatzierung, Gesamtwochen, AuszeichnungChartsChartplatzierungen (Jahr, Titel, Interpreten, Platzierungen, Wochen, Auszeichnungen, Anmerkungen) | Anmerkungen                                                                                         |
| Jahr | Titel Interpreten                               | FI | Anmerkungen                                                                                         |
| --- | ----------------------------------------------- | --- | --------------------------------------------------------------------------------------------------- |
| 2017 | Muistanks mä väärin? Veli                       | FI11 (4 Wo.)FI | feat. Karri Koira                                                                                   |
| 2018 | Riks raks poks Jano                             | FI7 (6 Wo.)FI | Erstveröffentlichung: 16. März 2018 feat. Elias Gould                                               |
| 2018 | Se ei kuulu sulle Jano                          | FI10 (3 Wo.)FI | Erstveröffentlichung: 10. Oktober 2018                                                              |
| 2019 | Suojaus petti –                                 | FI4 (5 Wo.)FI | Erstveröffentlichung: 17. Mai 2019                                                                  |
| 2019 | Aatelisii Vaaleanpunainen vallankumous          | FI11 (2 Wo.)FI | Erstveröffentlichung: 5. Juli 2019 Ellinoora feat. Gasellit                                         |
| 2020 | Kutsu Zen                                       | FI6 (3 Wo.)FI | Erstveröffentlichung: 3. April 2020                                                                 |
| 2020 | Kuvittele meidät siellä Zen                     | FI2 (13 Wo.)FI | Erstveröffentlichung: 12. Juni 2020                                                                 |
| 2020 | Disko Zen                                       | FI11 (3 Wo.)FI | Erstveröffentlichung: 2. Oktober 2020                                                               |
| 2022 | Pakko relaa ennen kun mä delaan Gasellin kyynel | FI11 (2 Wo.)FI | Erstveröffentlichung: 13. Mai 2022                                                                  |
| 2022 | Mun tapa pelata                                 | FI16 (1 Wo.)FI | Erstveröffentlichung: 1. Juli 2022 JVG feat. Gasellit, Gracias, Juno, Kube, Paperi T, Stepa & Särre |
| 2022 | Laulu ilman sanoja Gasellin kyynel              | FI4 (3 Wo.)FI | Erstveröffentlichung: 16. September 2022 feat. Abreu                                                |
| 2024 | Perävalot –                                     | FI6 (6 Wo.)FI | Erstveröffentlichung: 16. August 2024 feat. Ellinoora                                               |
| Folgende Lieder erschienen nicht als Single, wurden aber durch das Album zum Download und Streaming bereitgestellt und konnten somit eine Platzierung erlangen: |                                                 | | |
| |                                                 | | |
| 2018 | Lumi Jano                                       | FI6 (5 Wo.)FI | feat. Anna Puu                                                                                      |
| 2021 | Me ei mennä rikki Zen                           | FI1 (5 Wo.)FI | feat. Karri Koira                                                                                   |
| 2021 | Zen                                             | FI5 (2 Wo.)FI | feat. Onni Boi                                                                                      |
| 2021 | Tilanne pääl Zen                                | FI8 (1 Wo.)FI | |
| 2021 | Ruuhka Zen                                      | FI12 (1 Wo.)FI | feat. Pesso                                                                                         |
| 2021 | Toistuvia alenemia keskittymiskyvyssä Zen       | FI18 (1 Wo.)FI | |
| 2021 | Oulunkyläst ikuisuuteen Zen                     | FI19 (1 Wo.)FI | |
| 2023 | Katto Auki Gasellin kyynel                      | FI11 (6 Wo.)FI | |
| 2023 | Gasellin kyynel                                 | FI41 (1 Wo.)FI | |
| 2023 | Ääni kähee ku tiihosella Gasellin kyynel        | FI46 (1 Wo.)FI | |

## Auszeichnungen
- Emma[2]
  - 2018: Vuoden yhtye (Band des Jahres)
  - Nominierungen:
    - Vuoden yhtye (Band des Jahres): 2017
    - Vuoden albumi: 2018 (Album Jano)
    - Vuoden hiphop/r&b: 2017 (Album Veli), 2018 (Album Jano)
    - Vuoden live: 2019